# پلی‌بوی
پلی‌بوی (به انگلیسی: Playboy) یک مجله آمریکایی است. مجله پلی‌بوی که به صورت ماهیانه در ده‌ها کشور جهان و به زبان‌های گوناگون منتشر می‌شود، شامل مقالات سیاسی، اجتماعی و ورزشی، مصاحبه با شخصیت‌های مهم جامعه، مقالات مرتبط با مُد، عکس‌های مانکن‌های زن و برخی افراد مشهور به صورت عریان و هم‌چنین مقالاتی در مورد مسائل جنسی با موضوعیت آمیزش جنسی است که از سال ۱۹۵۳ میلادی (۱۳۳۲ خورشیدی) توسط هیو هفنر و همکاران در آمریکا برای نخستین‌بار انتشار یافت و تاکنون نیز ادامه دارد. شرکت پلی‌بوی نقش مهمی در انقلاب جنسی داشت و بعدها زیر چتر شرکت پلی‌بوی انترپرایز با گسترش حیطه خود از مجله به تمامی فرم‌های رسانه‌ای، از جمله شبکه رادیویی، تلویزیونی و اینترنت نفوذ گسترده‌ای یافت و به یک امپراتوری رسانه‌ای در زمینه مربوط به مسایل جنسی تبدیل شد.
مجله پلی‌بوی همچنین در هر شماره خود داستان‌های کوتاهی از نویسندگان برجسته جهان از جمله آرتور سی. کلارک، ایان فلمینگ، ولادیمیر ناباکوف و مارگارت اتوود را منتشر می‌کند. همچنین عکس‌های زنان برهنه که به همراه مقالات گوناگون در مجله پلی‌بوی به چاپ می‌رسد را می‌توان در رده عکس‌های سافت جای داد که برخلاف عکس‌های هارد شامل عکس‌هایی که دارای تماس و آمیزش جنسی باشند نیست و تنها شامل عکس اندام برهنه زنان مدل خود می‌شود.
شرکت پلی‌بوی انترپرایز که ناشر مجله پلی‌بوی است، در مجله از استفاده از تصاویری که حاوی آمیزش جنسی باشد، خودداری می‌کند و تنها به نشان دادن تصاویر برهنه زنان بالای سن قانونی اکتفا می‌کند. با این وجود در دیگر رسانه‌های خود از جمله در تلویزیون پلی‌بوی، به تولید فیلم‌هایی ویژه بزرگسالان می‌پردازد که آمیزش جنسی را نیز نشان می‌دهند.
در مارس ۲۰۲۰، بن کوهن، مدیرعامل پلی‌بوی انترپرایز، اعلام کرد که نسخه بهار ۲۰۲۰ آخرین شماره چاپ منظم برنامه‌ریزی شده خواهد بود و این مجله اکنون محتوای خود را به صورت آنلاین منتشر می‌کند.

## تاریخچه
در سال ۱۹۵۳، هیو هفنر که از رشته روان‌شناسی فارغ‌التحصیل شده بود و برای یک مجله کار می‌کرد تصمیم گرفت یک مجله برای خودش چاپ کند و نام آن را شب مردانه (Stag Party) گذاشت.

## ویژگی‌ها

### نوشتار ادبی

تصویر تمام‌صفحه مریلین مونرو بر روی پلی‌بوی دسامبر ۱۹۵۳

مجله پلی‌بوی در هر شماره خود، داستان‌های کوتاهی از نویسندگان برجسته جهان از جمله آرتور سی. کلارک، ایان فلمینگ، ولادیمیر ناباکوف و مارگارت اتوود را منتشر می‌کند.
شل سیلورستاین برای مجله پلی‌بوی طراحی می‌کرد و شعر و قصه می‌نوشت.

### فروش
مجله پلی‌بوی در سراسر دنیا شهرت جهانی و علاقه‌مندان فراوانی دارد. پر فروش‌ترین نسخه این مجله، مربوط به شماره نوامبر ۱۹۷۲ است که تعداد شمارگانش به ۷٬۱۶۱٬۵۶۱ نسخه رسید. مدل روی جلد این شماره، پَم راولینگز نام داشت.
بر پایه آمار اعلام شده یک چهارم همه دانشجویان آمریکایی در همه مراحل تحصیلی، هر ماهه پلی‌بوی را خریداری می‌کنند. این مجله، پرفروش‌ترین مجله مربوط به مردان و مسائل جنسی در سراسر دنیا است که از نظر تعداد شمارگان بالاترین تیراژ در سطح جهان را در اختیار دارد. امروزه تیراژ مجله پلی‌بوی به بیش از سه میلیون کپی، تنها در نسخه انگلیسی آن می‌رسد.

### لوگوی خرگوش

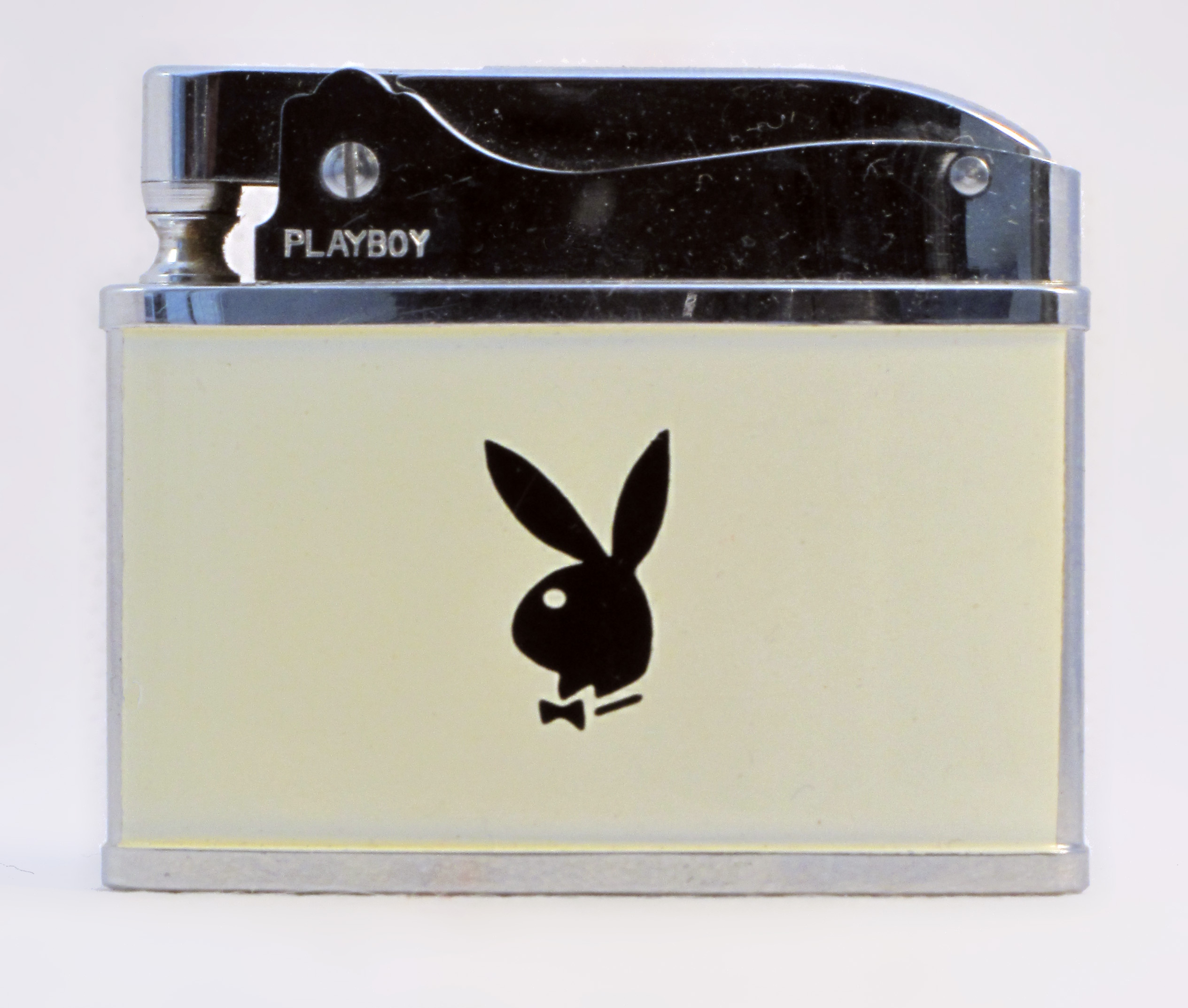
لوگوی خرگوش پلی‌بوی بر روی یک فندک

خرگوش با پاپیون، یکی از شناخته‌ترین نشان‌واره‌ها در جهان است و اکنون بیشتر درآمد پلی‌بوی از واگذاری امتیاز این نشان‌واره برای فروش لوازم آرایشی، جواهرات و نوشیدنی وبهداشتی است.

### موضع‌گیری سیاسی
این مجله که در جامعه آمریکا به «مجله مردان» معروف است به گرفتن مواضع لیبرال در مسائل مهم سیاسی مشهوریت دارد.

### عکاسان
بسیاری از عکاسان برجسته بین‌المللی عکس‌هایی از مدل‌های عریان مجله پلی‌بوی گرفته‌اند که از آن‌جمله می‌توان به ریچارد فیجلی، آرنی فریتگ، ران هریس، دیوید مسی، راس مایر، سوز رندال، هرب ریتز، استفان وایدا و بانی یگر اشاره کرد.

## جلوگیری از فروش مجلات پلی‌بوی
مجله پلی‌بوی در بسیاری از کشورهای جهان هرگز چاپ یا پخش نشده‌است و چاپ آن در بسیاری از کشورها همواره با هیاهو و اعتراضاتی همراه بوده‌است. برای نمونه در بسیاری از بخش‌های آسیا شامل ایران، هند، چین، میانمار، مالزی، تایلند، سنگاپور و برونئی مجله پلی‌بوی حق انتشار و پخش ندارد و داشتن یا خرید و فروش آن بزه محسوب می‌شود.
تقریباً در همه کشورهای اسلامی نیز خرید، فروش، انتشار و پخش این مجلات بزه محسوب می‌شود. اما سال‌ها در کشور ترکیه چاپ و منتشر می‌شد. تلاش‌هایی هم در سال ۲۰۰۶ برای چاپ مجله پلی‌بوی در کشور اندونزی انجام شد که هیاهو و تظاهرات گسترده و تهدیدهای پیاپی، شرکت پلی‌بوی از ادامه چاپ به زبان اندونزیایی منصرف شد. گفتنی است که تنها شماره چاپ شده این مجله به زبان اندونزیایی در روز نخست چاپ، تماماً به فروش رفت.
در آمریکا نیز چاپ مجله پلی‌بوی همواره با اعتراضاتی از جانب گروه‌های متفاوت، مانند مذهبیون مسیحی همراه بوده‌است. در سال ۱۹۸۶ مغازه‌های زنجیره‌ای ۷-ایلون از فروش این مجله خودداری کردند. ولی نهایتاً در اواخر سال ۲۰۰۳ به این سیاست خود پایان دادند. در کتاب‌فروشی‌های آمریکا و در بسیاری از کشورهای دیگر، مجله پلی‌بوی در طبقات فوقانی قسمت مجلات فروشی قرار می‌گیرد که همراه با یک پوشش پلاستیکی است و هدف از این‌کار جلوگیری از قرار گرفتن آسان مجله در اختیار کودکان و نوجوانان است. در ایالات متحده و بسیاری از کشورهای جهان، حداقل سن برای خرید مجله پلی‌بوی، سن قانونی است که از هیجده سال تا بیست و یک سال را شامل می‌شود.

## توقف و از سرگیری انتشار تصاویر برهنه زنان
در اکتبر ۲۰۱۵ پلی‌بوی اعلام کرد که به دلیل رواج و دسترسی آسان به تصاویر و مطالب پورنوگرافی در اینترنت، نشر عکس‌های برهنه زنان «قدیمی» شده و این نشریه انتشار چنین تصاویری را متوقف خواهد کرد. همچنین از این پس، مخاطبان مورد نظر پلی‌بوی «مردان جوان شاغل» هستند و وبگاه پلی‌بوی هم به گونه‌ای دگرگون خواهد شد که بتوان بدون اشکال، از آن در محل کار نیز استفاده کرد. در این سال شمارگان پلی‌بوی به حدود هشتصد هزار نسخه کاهش یافت و انتشار آن دیگر سودآور نبود.
اما این اقدام نیز مؤثر نبود و در فوریه ۲۰۱۷ مدیر مجله اعلام کرد که انتشار تصاویر برهنه زنان از سر گرفته می‌شود.

## نشر تصویر زن مسلمان
در اکتبر ۲۰۱۶ پلی‌بوی تصویر از یک زن خبرنگار آمریکایی مسلمان به نام نور تاجوری را منتشر کرد. او ۲۲ ساله با تبار لیبیایی است.

## پیشنهاد خرید
در پی بحران مالی ۲۰۱۲–۲۰۰۷ شرکت پلی‌بوی انترپرایز اعلام کرد که در سه ماه پایانی سال ۲۰۰۸ میلادی به میزان ۱۴۵٫۷ میلیون دلار ضرر کرده و برای فروش یک‌جای خود اعلام آمادگی کرد.

## عرضه سهام
با گسترش روزافزون اینترنت و آسان‌تر شدن دسترسی به وبگاه‌های پورن، رقابت برای پلی‌بوی، دشوارتر از گذشته شد. در اکتبر ۲۰۲۰ شرکت پلی‌بوی انترپرایز اعلام کرد که پس از تلفیق با شرکت مانتین کرست (Mountain Crest) تا آغاز سال ۲۰۲۱ (میلادی) سهام خود را در بورس نیویورک (نزدک) عرضه می‌کند.

## فهرست مدل‌های سرشناس
شمار زیادی از افراد مشهور از جمله بسیاری از هنرپیشگان مطرح سینما، خوانندگان پرآوازه، ورزشکاران نامدار، از دارندگان مدال طلای بازی‌های المپیک تا بازیگران محبوب تلویزیون، مدل‌های مشهور مد و لباس و حتی درجه داران و افسران نیروهای مسلح ایالات متحده آمریکا از آغاز انتشار مجله پلی‌بوی تاکنون مدل‌های برهنه و روی جلد مجله پلی‌بوی بوده‌اند. فهرست زیر تنها دربرگیرنده برخی از مشهورترین آنان در چاپ آمریکایی مجله پلی‌بوی است.
فیلم
- مریلین مونرو (شمارگان دسامبر ۱۹۵۳)
- جین منسفیلد (شمارگان دسامبر ۱۹۵۵)
- مارا کردای (شمارگان اکتبر ۱۹۵۸)
- اورزولا اندرس (شمارگان ژوئن ۱۹۶۵)
- کارول لینلی (شمارگان مارس ۱۹۶۵)
- کیم بسینگر (شمارگان فوریه ۱۹۸۳)
- جانت جونز (شمارگان مارس ۱۹۸۷)
- درو بریمور (شمارگان ژانویه ۱۹۹۵)
- شارلیز ترون (شمارگان می ۱۹۹۹)
- داریل هاننا (شمارگان نوامبر ۲۰۰۳)
- دنیس ریچاردز (شمارگان دسامبر ۲۰۰۴)
- لیندزی لوهان[۱۱]  (شمارگان ژانویه ۲۰۱۲)

موسیقی
- مدونا (شمارگان سپتامبر ۱۹۸۵)
- نانسی سیناترا (شمارگان می ۱۹۹۵)
- سامانتا فاکس (شمارگان اکتبر ۱۹۹۶)
- لیندا براوا (شمارگان آوریل ۱۹۹۸)
- بلیندا کارلیسلی (شمارگان اوت ۲۰۰۱)
- تیفانی (شمارگان آوریل ۲۰۰۲)
- کارنی ویلسون (شمارگان اوت ۲۰۰۳)
- دیبرا گیبسون (شمارگان مارس ۲۰۰۵)
- ویلا فورد (شمارگان مارس ۲۰۰۶)
- هالزی (شمارگان اکتبر ۲۰۱۷)

ورزشکاران
- کاترینا ویت (شمارگان دسامبر ۱۹۹۸)
- میا سنت جان (شمارگان نوامبر ۱۹۹۹)
- چاینا (شمارگان نوامبر ۲۰۰۰ و ژانویه ۲۰۰۲)
- گابریل ریس (شمارگان ژانویه ۲۰۰۱)
- کیانا تام (شمارگان می ۲۰۰۲)
- توری ویلسون (شمارگان می ۲۰۰۳ و مارس ۲۰۰۴)
- ایمی اکاف (شمارگان سپتامبر ۲۰۰۴)
- کریستی هیم (شمارگان آوریل ۲۰۰۵)
- اشلی ماسارو (شمارگان آوریل ۲۰۰۷)

تلویزیون
- آنا نیکول اسمیت (شمارگان مارس ۱۹۹۲، ژوئن ۱۹۹۳ و می ۲۰۰۷)
- کارمن الکترا (شمارگان می ۱۹۹۶)
- لیندا ایوانز (شمارگان ژوئیه ۱۹۷۱)
- شانن دوهیرتی (شمارگان مارس ۱۹۹۴ و دسامبر ۲۰۰۳)
- پاملا اندرسون (شمارگان اکتبر ۱۹۸۹، فوریه ۱۹۹۰، ژوئیه ۱۹۹۲، اوت ۱۹۹۳، نوامبر ۱۹۹۴، ژانویه ۱۹۹۶، سپتامبر ۱۹۹۷، جون ۱۹۹۸، فوریه ۱۹۹۹، ژوئیه ۲۰۰۱، می ۲۰۰۴ و ژانویه ۲۰۰۷)
- فارا فاست (شمارگان دسامبر ۱۹۹۵ و ژوئیه ۱۹۹۷)
- کلودیا کریستین (شمارگان اکتبر ۱۹۹۹)
- شری بلافونته (شمارگان سپتامبر ۲۰۰۰)
- بروک بیرک (شمارگان می ۲۰۰۱ و نوامبر ۲۰۰۴)
- جینا لی نولین (شمارگان دسامبر ۲۰۰۱)
- ریچل هانتر (شمارگان آوریل ۲۰۰۴)
- کاریسما کارپنتر (شمارگان ژوئن ۲۰۰۴)
- مارج سیمپسون[۱۲] (شخصیت پویانمایی) (شمارگان نوامبر ۲۰۰۹)

دیگر شخصیت‌های مشهور
- پتی دیویس (شمارگان ژوئیه ۱۹۹۴) (دختر رونالد ریگان، رئیس‌جمهور وقت آمریکا)
- لاتویا جکسون (شمارگان مارس ۱۹۸۹ و نوامبر ۱۹۹۱) (خواهر مایکل جکسون، ستاره آمریکایی موسیقی پاپ)[۱۳][۱۴]

### پرداخت مالی به مدل‌ها
از میان هزاران دختری که هر ماهه برای عریان شدن در مجله پلی‌بوی گزینش می‌شوند، تنها یک دختر به عنوان «هم‌بازی» یا پلی میت (Playmate) آن ماه مجله انتخاب می‌شود. هم‌بازی ماه (در صورت معروف نبودن) با قرار گرفتن در مجله پلی‌بوی یکباره به معروفیت می‌رسد و یک شبه راه صدساله را طی می‌کند. در کنار این مجله پلی‌بوی به پلی میت برگزیده ماه و پلی میت برگزیده سال که تنها یک دختر از میان دوازده دختر ماه است، جوایز ارزنده‌ای را اعطا می‌کند.
| سال           | مبلغ پرداختی |
| ------------- | ------------ |
| ۱۹۶۰ – ۱۹۵۹   | ۵۰۰ دلار     |
| ۱۹۶۵ – ۱۹۶۱   | ۱۰۰۰ دلار    |
| ۱۹۶۷ – ۱۹۶۶   | ۲۵۰۰ دلار    |
| ۱۹۶۹ – ۱۹۶۸   | ۳۰۰۰ دلار    |
| ۱۹۷۷ – ۱۹۷۰   | ۵۰۰۰ دلار    |
| ۱۹۸۳ – ۱۹۷۸   | ۱۰٬۰۰۰ دلار  |
| ۱۹۸۹ – ۱۹۸۴   | ۱۵٬۰۰۰ دلار  |
| ۱۹۹۹ – ۱۹۹۰   | ۲۰٬۰۰۰ دلار  |
| تاکنون - ۲۰۰۰ | ۶۵٬۰۰۰ دلار  |

| سال           | مبلغ پرداختی                                  |
| ------------- | --------------------------------------------- |
| ۱۹۶۳ – ۱۹۶۰   | ۵۰۰ دلار به‌علاوه ۲۵۰ دلار هدایا و پاداش       |
| تاکنون – ۱۹۸۲ | ۱۴۰٬۰۰۰ دلار به‌علاوه یک موتورسیکلت و یک خودرو |

گفتنی است که در دهه ۱۹۶۰ و ۱۹۷۰ همه پلی میت‌های سال یک خودروی صورتی دریافت می‌کردند. این مدل‌ها بعدها به «دختران صورتی» معروف شدند.

## دیگر فرمت‌ها

### چاپ بین‌المللی

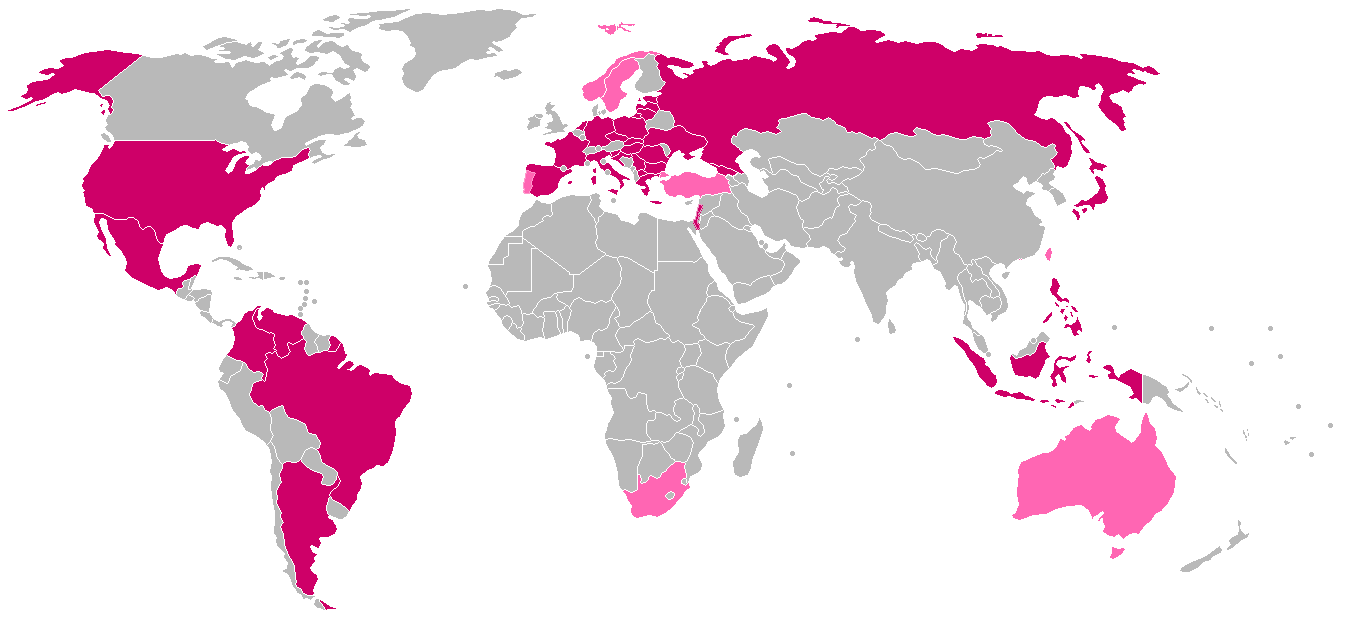
کشورهایی که به رنگ سرخابی کشیده شده‌اند، مجله پلی‌بوی را به زبان محلی به همراه عکس‌هایی از مدل‌های مربوط به آن کشور خاص را هم‌اکنون منتشر می‌کنند و کشورهایی که به رنگ صورتی کشیده شده‌اند، کشورهایی هستند که به دلایلی مجله پلی‌بوی در آن کشورها دیگر منتشر نمی‌شود.

پلی‌بوی در بسیاری از کشورهای جهان به زبان و با مقالاتی مربوط به آن کشور خاص منتشر می‌شود. در چاپ‌های بین‌المللی مجله پلی‌بوی همواره سعی می‌شود تا از زنان بومی هر کشور استفاده شود. علاوه بر این، میان نسخه‌های چاپ شده در کشورهای گوناگون تفاوت‌های دیگری نیز دیده می‌شود؛ برای نمونه، در ژاپن عکس بالاتنه کاملاً برهنه زنان را نمی‌توان بر جلد این مجله چاپ کرد ولی در کشور فرانسه این امر هیچ مانعی ندارد.
- ایالات متحده آمریکا (۱۹۵۳ تا کنون)
- آرژانتین
- استرالیا (۱۹۷۹ تا ۲۰۰۰)[۷]
- برزیل
- بلغارستان
- کرواسی
- چک اسلواکی
- فرانسه
- آلمان
- یونان
- هنگ کنگ
- مجارستان
- اندونزی
- ایتالیا
- ژاپن
- مکزیک
- هلند
- نروژ
- لهستان
- رومانی
- روسیه
- صربستان
- اسلواکی
- اسلوانی
- آفریقای جنوبی
- اسپانیا
- سوئد
- تایوان
- ترکیه
- اکراین
- ونزوئلا

## کتاب‌ها
مجله پلی‌بوی طی ساله‌ای فعالیت خود اقدام به چاپ کتابهایی کرده‌است که آنان را می‌توان به سه دسته تحقیقاتی، مناسبتی و مصاحبه‌ای اشاره کرد.
کتاب‌های پژوهشی
- Nick Stone, editor. The Bedside Playboy. Chicago: Playboy Press, 1963.

کتاب‌های مناسبتی
- Jacob Dodd, editor. The Playboy Book: Forty Years. Santa Monica, California: General Publishing Group, 1994، ISBN 1-881649-03-2
- Playboy: 50 Years, The Photographs. San Francisco: Chronicle Books, 2003, ISBN 0-8118-3978-8
- Nick Stone, editor; Michelle Urry, cartoon editor. Playboy: 50 Years, The Cartoons. San Francisco: Chronicle Books, 2004. ISBN 0-8118-3976-1
- Gretchen Edgren, editor. The Playboy Book: Fifty Years. Taschen, 1995. ISBN 3-8228-3976-0

کتاب‌های مصاحبه‌ای
- G. Barry Golson, editor. The Playboy Interview. New York: Playboy Press, 1981. ISBN 0-87223-668-4 (hardcover), ISBN 0-87223-644-7 (softcover)
- G. Barry Golson, editor. The Playboy Interview Volume II. New York: Wideview/Perigee, 1983. ISBN 0-399-50768-X (hardcover), ISBN 0-399-50769-8 (softcover)
- David Sheff, interviewer; G. Barry Golson, editor. The Playboy Interviews with جان لنون and یوکو اونو. New York: Playboy Press, 1981، شابک ‎۰−۸۷۲۲۳−۷۰۵−۲; 2000 edition, شابک ‎۰-۳۱۲-۲۵۴۶۴-۴
- Stephen Randall, editor. "The Playboy Interview Book: They Played the Game". New York: M Press, 2006، ISBN 1-59582-046-9